# Kajaani (ö i Finland)
Kajaani är en liten ö i Finland. Den ligger i sjön Päijänne och i kommunen Luhango i den ekonomiska regionen  Joutsa  och landskapet Mellersta Finland, i den södra delen av landet, 180 km norr om huvudstaden Helsingfors. Öns area är 7,9 hektar och dess största längd är 480 meter i nord-sydlig riktning.